# HIRO SAKAI
HIRO SAKAI（ヒロ・サカイ）は、日本のマジシャン。別名にDr.レオン。ケイダッシュステージ所属。1989年にデビューして以来、デビッド・カッパーフィールドのテレビ番組にマジックのアイディアを提供するなど、国際的に活躍している。また、厚川昌男賞（1989年）、石田天海賞（1993年）の両賞を受賞した唯一のマジシャンである。FISMのコンテストの審査員を務めたこともある。2000年にはアメリカのマジック団体F.F.F.F.からDoctor of magic Diplomaの称号を受けている。

## 主なメディア出演

### テレビ番組
- 森田一義アワー 笑っていいとも!（フジテレビ）
- マジック王国 （2001年、テレビ東京）
- USO!?ジャパン マジック・バトル （2003年8月、TBS） - 決勝優勝
- スイスペ あなたは信じられるか!超マジック!奇跡の空間 （2004年5月、テレビ朝日）
- スイスペ あなたは信じられるか!超マジック!奇跡の空間2 （2004年9月、テレビ朝日）
- ドスペ あなたは信じられるか!超マジック!奇跡の空間3 （2005年2月、テレビ朝日）
- ダウンタウンvs魔術師Dr.レオン!! 絶対見破るぞ史上最強マジックSP（2006年12月・2007年7月、日本テレビ）
- 新説!?日本ミステリー 2時間スペシャル（2008年4月22日、テレビ東京）

「ミステリー 其の二 超能力者・御船千鶴子の千里眼は本物だった!?」に千里眼事件再検証の監修者として出演。
- 新説!?日本ミステリー 2時間スペシャル（2008年7月1日、テレビ東京）

「ミステリー 其の十六 安倍晴明の陰陽術は本当だった!?」に安倍晴明の式神伝説の再検証の監修者として出演。
- GOD HANDS'08 マジシャンNo.1決定戦 （2008年12月、テレビ朝日）- 解説も担当
- GOD HANDS2 マジック・ワールドＧＰ （2010年1月、テレビ朝日）- 解説も担当
- 見破れ!!トリックハンター3〜世界の超能力・マジック・犯罪… 禁断のネタばらしS〜（2012年9月17日、日本テレビ)
- 見破れ!トリックハンター超豪華! 大トリック祭! 今年最高のタネあかしBEST10（2012年12月17日、日本テレビ)
- 真実解明バラエティー!トリックハンター（日本テレビ）

### CM
- デンツプライ三金 （2007年12月～）

## 書籍・ DVD

### 著書
- 「バー・マジック」（2001年、東京堂出版）
- 「パーティー・マジック」（2001年、東京堂出版）
- 「ビジネス・マジック」（2002年、東京堂出版）
- 「スクール・マジック」（2003年、東京堂出版）
- 「モテる! オトコのマジック」（2005年、アスペクト）
- 「DVDで覚えるカードマジック入門」（2006年、成美堂出版）
- 「ザ・パーティマジック」（2006年、竹書房）

### 作品集
- 「ヒロ・サカイ マジック・コレクション」　カズ・カタヤマ著（2020年、東京堂出版）

### DVD
- 「ヒロ・サカイのできる! MAGIC」（2004年）